# Erioptera dulcis
Erioptera dulcis är en tvåvingeart som beskrevs av Osten Sacken 1877. Erioptera dulcis ingår i släktet Erioptera och familjen småharkrankar. Inga underarter finns listade i Catalogue of Life.